# Sally Hawkins
Sally Cecilia Hawkins (ur. 27 kwietnia 1976 w Londynie) – brytyjska aktorka, nagrodzona Srebrnym Niedźwiedziem podczas 56. MFF w Berlinie.

## Życiorys
Sally Hawkins jest córką autorów i ilustratorów książek dla dzieci, Jacqui i Colina Hawkinsów. Dorastała w południowo-wschodniej części Londynu – Dulwichu, gdzie uczęszczała do James Allen's Girls' School, który ukończyła w 1994 roku. W 1998 ukończyła Royal Academy of Dramatic Arts (RADA).
W 2000 roku zaczęła grać w sztukach teatralnych, m.in. szekspirowskich Wiele hałasu o nic, Sen nocy letniej, Błędne pojęcie i ekranizacji powieści Federica Garcíi Lorki Dom Bernarda Alby. W 2002 roku Hawkins wystąpiła w filmie Mike’a Leigha Wszystko albo nic. Następnie zagrała w telewizyjnej produkcji Złodziejka, na podstawie powieści Sary Waters; film był nominowany do nagrody BAFTA. W tym samym roku wystąpiła u boku Imeldy Staunton w dramacie Vera Drake, nominowanym do Oscara.
W 2006 roku Hawkins otrzymała angaż do sztuki The Winterling w Royal Court Theatre. Tego samego roku zagrała w filmie Malowany welon u boku Naomi Watts i Edwarda Nortona. W BBC Radio 4 udzieliła głosu w serialu Concrete Cow, wystąpiła również w sitcomie Mała Brytania. W 2007 roku wystąpiła w filmie w reżyserii Woody’ego Allena Sen Kasandry u boku Colina Farrella i Ewana McGregora. W 2008 roku została nagrodzona Srebrnym Niedźwiedziem podczas 56. MFF w Berlinie za rolę w filmie Happy-Go-Lucky, czyli co nas uszczęśliwia. Za ten sam film otrzymała również Złoty Glob dla najlepszej aktorki w filmie komediowym lub musicalu.

## Filmy
- 2002: Wszystko albo nic (All or Nothing) jako Samantha
- 2002: Post jako dziewczyna
- 2002: Muskając aksamit (Tipping the Velvet) jako Zena Blake
- 2003: The Young Visiters jako Rosalind
- 2003: Byron jako Mary Shelley
- 2003: O krok od zbawienia (Promoted to Glory) jako Lisa
- 2004: Przekładaniec (Layer Cake) jako Slasher
- 2004: Bunk Bed Boys jako Helen
- 2004: Vera Drake jako Susan
- 2005: Złodziejka (Fingersmith) jako Susan Trinder
- 2005: Twenty Thousand Streets Under the Sky jako Ella
- 2006: Shiny Shiny Bright New Hole in My Heart jako Nathalie
- 2006: Hollow China jako Terri
- 2006: HG Wells: War with the World jako Rebecca West
- 2006: Malowany welon (The Painted Veil) jako Mary
- 2007: Reguła − WΔZ (W Delta Z) jako Elly
- 2007: Perswazje (Persuasion) jako Anne Elliott
- 2007: Sen Kasandry (Cassandra's Dream) jako Kate
- 2008: Happy-Go-Lucky, czyli co nas uszczęśliwia (Happy-Go-Lucky) jako Poppy
- 2009: I żyli z drugą i szczęśliwie (Happy Ever Afters) jako Maura
- 2009: Kwiat pustyni (Desert Flower) jako Marylin
- 2009: Była sobie dziewczyna (An Education) jako Sarah
- 2010: Moja łódź podwodna (Submarine) jako Jill
- 2010: Nie opuszczaj mnie (Never Let Me Go) jako panna Lucy
- 2010: Made in Dagenham jako Rita O’Grady
- 2010: Cudowne życie po życiu (It's a Wonderful Afterlife) jako Linda
- 2011: Zakochane ptaszki (Love Birds) jako Holly
- 2011: Jane Eyre jako panna Reed
- 2012: Room on the Broom jako Bird (voice)
- 2012: Wielkie nadzieje (Great Expectations) jako pani Joe
- 2013: The Phone Call jako Heather
- 2013: Blue Jasmine jako Ginger, siostra Jasmine
- 2013: All Is Bright jako Olga
- 2014: Godzilla jako Vivienne Graham
- 2016: Maudie jako Maud Lewis
- 2017: Kształt wody jako Elisa Esposito
- 2017: Paddington 2 jako Mary Brown
- 2019: Godzilla II: Król potworów jako  Vivienne Graham
- 2019: Eternal Beauty jako Jane
- 2021: Spencer jako Maggie

## Seriale telewizyjne
- 2011: Little Crackers jako Mummy
- 2006: Man to Man with Dean Learner
- 2003–2005: Mała Brytania (Little Britain)
- 2000: Doctors jako Sarah Carne
- 1999: Casualty jako Emma Lister

## Nagrody
- 2008 − Happy-Go-Lucky, czyli co nas uszczęśliwia:
  - Srebrny Niedźwiedź: Najlepsza aktorka
  - Satelita: Najlepsza aktorka w filmie komediowym lub musicalu
  - Złoty Glob: Najlepsza aktorka w filmie komediowym lub musicalu
  - Europejska Nagroda Filmowa, nominacja: Najlepsza aktorka
  - BIFA, nominacja: Najlepsza aktorka
- 2018 − Maudie i Kształt wody:
  - NSFC: Nagroda dla najlepszej aktorki